# Aberdour
Aberdour ist eine historische Ortschaft und Gemeinde (civil parish) im Vereinigten Königreich an der Südküste von Fife im Osten der Central Lowlands, Schottland mit rund 1600 Einwohnern. Der Ort liegt zwischen den Kleinstädten Dalgety Bay und Burntisland am Nordufer des Firth of Forth mit Blick auf die südlich vorgelagerte, gemeindeangehörige Insel Inchcolm und die dortige mittelalterliche Augustinerabtei Inchcolm Abbey. Am südöstlich gegenüberliegenden Ufer liegt in knapp 30 Straßenkilometern Entfernung die schottische Hauptstadt Edinburgh.

## Geschichte

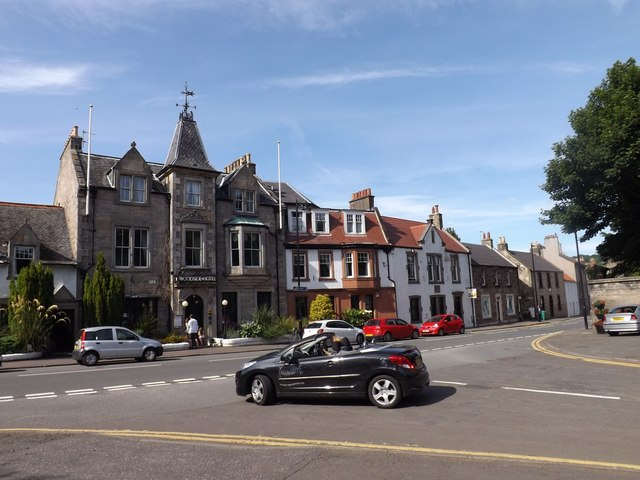
Die Hauptstraße von Aberdour

Das heutige Aberdour besteht aus den beiden historischen Ortschaften Wester Aberdour und Easter Aberdour, die westlich und östlich der Mündung des namensgebenden Flüsschen Dour Burn entstanden und deren Ursprünge bis in piktische Zeit zurückreichen, vermutlich in das „dunkle“ 5. Jahrhundert zwischen Abzug der Römer aus Britannien und Landnahme durch die Angelsachsen. Wester Aberdour wurde 1501 zu einem Burgh of barony erhoben, Easter Aberdour 1638 zu einem burgh of regality.
Ab dem Hochmittelalter ist die historische Entwicklung von Aberdour durch die ansässigen Adelsdynastien und der damit einhergehenden Bautätigkeit gut dokumentiert. Besonders prägend für die mittelalterliche bis frühneuzeitliche Geschichte waren die Äbte von Inchcolm Abbey und die Burgherren, ab 1458 die Earls of Morton, aus dem mächtigen, weitverzweigten Clan Douglas, die vom 14. bis 18. Jahrhundert auf Aberdour Castle residierten und in dessen Eigentum es bis in das 20. Jahrhundert blieb.
Vor den Douglas’ beherrschte im 12. und 13. Jahrhundert das normannische Rittergeschlecht der Mortimer Burg und Land, deren weiterer Verbleib ungeklärt ist. 1314 übergab König Robert I. the Bruce die Herrschaft an seinen verdienten Gefolgsmann Thomas Randolph, 1. Earl of Moray, von dessen zweitgeborenem Sohn John Randolph, 3. Earl of Moray sie 1342 an die Douglas’ überging, in Person von Sir William Douglas of Liddesdale; anderen Quellen zufolge ging sie erst im Jahre 1351 auf Sir James Douglas of Dalkeith über.

## Sehenswürdigkeiten

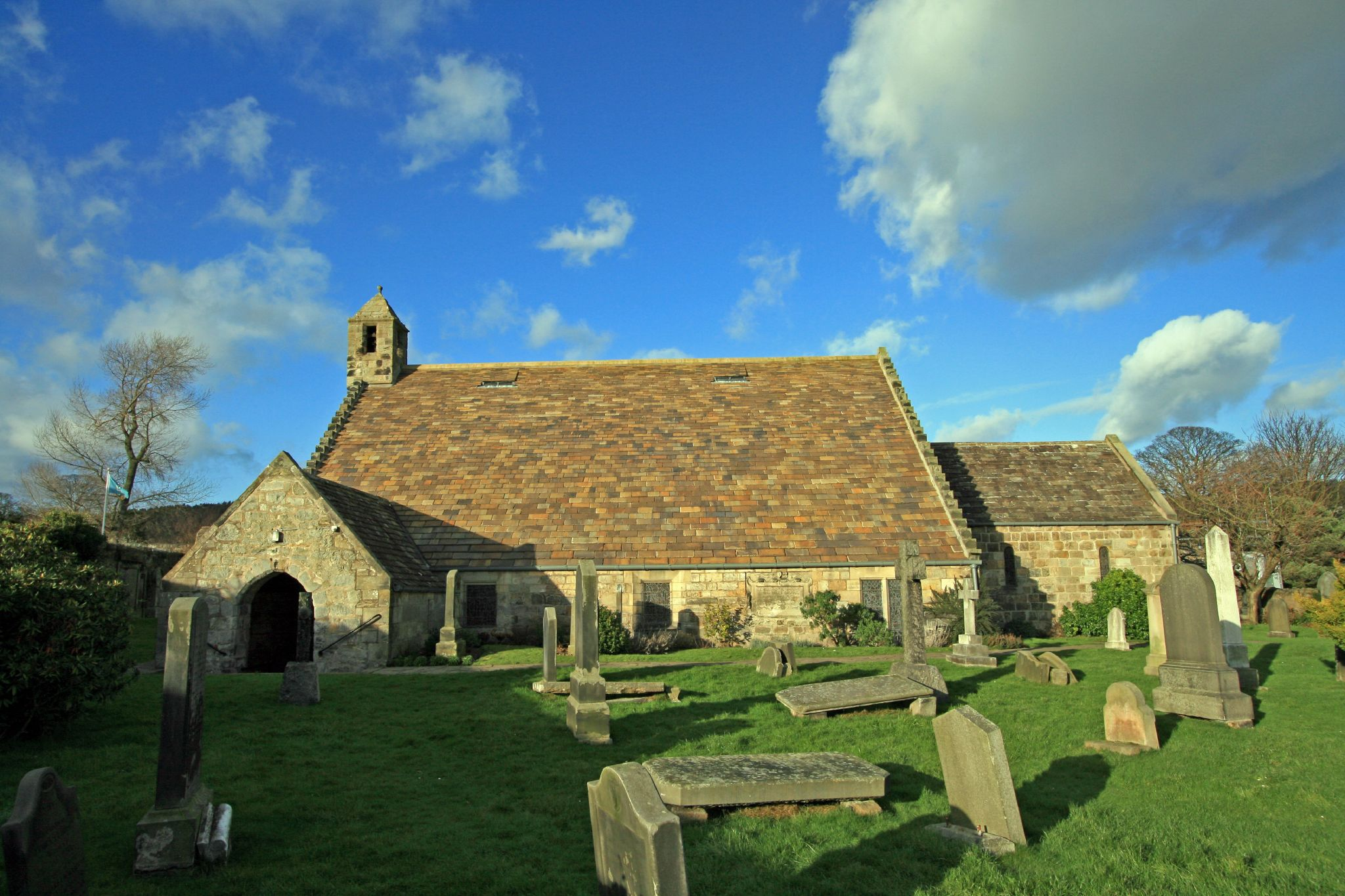
St Fillan’s Church

In der Gemeinde Aberdour gibt es noch einige gut erhaltene mittelalterliche Bauten, die in der Kategorie A der schottischen Denkmalsklassifikation gelistet und damit als national oder international bedeutsame Baudenkmäler eingestuft sind, deren Instandhaltung und Verwaltung zentral von der schottischen Behörde Historic Scotland durchgeführt wird. Insbesondere sind dies:
- Aberdour Castle, eine teilweise noch gut erhaltene, um 1200 erbaute Burg, die neben dem Castle Sween das älteste datierbare noch bestehende castle Schottlands ist.
- In direkter Nachbarschaft zur Burg steht die St Fillan’s Church, eine der besterhaltenen mittelalterlichen Pfarrkirchen Schottlands; im Wesentlichen bereits im 12. Jahrhundert errichtet und 1926 grundlegend restauriert und umgewidmet.[5]
- Die Augustinerabtei auf Inchcolm, deren Ursprünge bis in die erste Hälfte des 12. Jahrhunderts zurückreichen und deren Äbte mit den Burgherren in steter Rivalität standen. Inchcolm Abbey ist eine der besterhaltenen Gruppen von Klostergebäuden in Schottland.[6]
- Historisch bedeutsam ist auch das Herrenhaus Aberdour House, das im 17. Jahrhundert erbaut und 1725 von Robert Douglas, 12. Earl of Morton erworben und fortan, die alte Burg ablösend, als Familiensitz genutzt wurde.[7]

Des Weiteren gibt es noch eine größere Anzahl überwiegend in den Kategorien B und C eingestufter Baudenkmäler, verschiedener Epochen.

## Tourismus
Wegen seines reizvollen historischen Ortsbildes, seiner geschützten Küstenlage und Nähe zur Hauptstadt Edinburgh ist Aberdour für Touristen, Kurzurlauber und Ausflügler gleichermaßen interessant. Neben kulturhistorisch motivierten Reisenden werden vor allem Badegäste angezogen, da Aberdour über zwei prämierte Sandstrände verfügt. Auf der Ostseite des Ortes liegt Silver Sands, ein feinsandiger Strand, der zu den sieben schottischen Stränden gehört, die mit dem internationalen Umweltzertifikat Blaue Flagge ausgezeichnet wurden; auf der Westseite liegt Black Sands, der durch dunkleren, steinigen Sand sowie einer raueren Küste gekennzeichnet ist und vor allem wegen seiner Felshöhlen als reizvoll gilt. Black Sands erhielt den Seaside Award. In den Sommermonaten gibt es eine regelmäßige Fährverbindung vom Hafen Aberdour zur Abteiinsel Inchcolm. Außerdem liegt der Ort am 190 km langen Fernwanderweg Fife Coastal Path und verfügt über einen Golfplatz mit 18 Bahnen.

## Verkehr und Wirtschaft
Aberdour liegt an der A921, der Hauptverkehrsstraße im Süden von Fife, etwa sieben Kilometer östlich der Autobahn M90. Bis zum internationalen Flughafen Edinburgh sind es 24 km. Mit Fertigstellung der Eisenbahnbrücke Forth Bridge 1890 wurde der Ort an das britische Schienennetz angeschlossen und noch im selben Jahr der örtliche Bahnhof eröffnet, der weiterhin in Betrieb ist. Der Hafen von Aberdour war vor allem seit seiner Erweiterung im 18. Jahrhundert bis etwa 1850 zur regionalen Kohlenverschiffung von Bedeutung; anschließend wurde er ein beliebtes Ziel von Vergnügungsdampfern aus Leith und es entwickelte sich eine erste touristische Infrastruktur.
Nach Einweihung der Autobahnbrücke Forth Road Bridge 1964 verbesserte sich die verkehrstechnische Anbindung ein weiteres Mal entscheidend, sodass die Gegend um die Dalgety-Bucht ein beliebter Wohnplatz für Edinburgh-Pendler wurde, denen mit Dalgety Bay 1962 eigens eine neue Kleinstadt errichtet wurde.
Ursprünglich war Aberdour ein florierendes Fischerdorf, das sich im 20. Jahrhundert zu einem beliebten Seebad und Urlaubsort entwickelte. Zudem gab es in der näheren Umgebung Kohlezechen und Steinbrüche.

## Vermischtes
- Seit Juli 2004 steht Aberdour in einer Städtepartnerschaft zu der italienischen Gemeinde Corte Franca.[14]
- Einige Szenen des Independent-Films Desolation – 16 Years of Alcohol wurden am Strand Black Sands gedreht.
- Der Aberdour Shinty Club ist der einzige Shinty-Verein in Fife, der im Senior-Bereich aktiv ist. Die erste Mannschaft spielt in der zweitklassigen South Division One, die Zweite eine Liga tiefer in der South Division Two.
- Seit 1984 findet alljährlich an zehn Tagen von Ende Juli bis Anfang August das Aberdour Festival statt, mit einem breiten Programm aus musikalischen und anderen Darbietungen. Im Sommer 2013 wurde es zum 30. Mal veranstaltet.[15]
- 1744/45 ließ der schottische Astronom James Douglas, 14. Earl of Morton den gut zwölf Meter hohen Aberdour House Obelisk errichten, wie es heißt, um von seinem neuen Wohnort Edinburgh seine Heimat erkennen zu können. Der Obelisk wird in der schottischen Denkmalsklassifikation in Kategorie B geführt.[16][17]

## Söhne und Bürger von Aberdour
In Aberdour geboren
- John Ramsay, 13. Earl of Dalhousie (* 1847; † 1887), schottischer Soldat und Politiker

In Aberdour gewohnt
- Wilfrid Normand, Baron Normand of Aberdour (* 1884; † 1962), schottisch-britischer Politiker und Jurist
- Craig Levein (* 1964), ehemaliger schottischer Fußballspieler und Nationaltrainer